# Pozsonyi metró
A pozsonyi metró (szlovákul: Bratislavské metro) egy tervezett metróhálózat, melyet Szlovákia fővárosában, Pozsonyban  kellett volna megépíteni. A projekt 1989-ben, nem sokkal az építkezés megkezdése után leállt.

## Története
A metróhálózatot két vonallal tervezték. A kék vonalnak Pozsony északnyugati részén fekvő Dévényújfalu (szlovákul: Devínska Nová Ves) kerületből kellett volna futnia a mai Volkswagen-gyár (akkor a Pozsonyi Autógyár) és a városközponton keresztül Récse (szlovákul: Rača) kerületig. A piros vonalnak a déli Ligetfalutól (szlovákul: Petržalka) a városközponton át a Pozsonyi repülőtérig kellett volna vezetnie.
Az 1989-ben megkezdett építési munkálatok a csehszlovákiai bársonyos forradalom előtt álltak le, mert nem jutott pénz a metró építésének folytatására. 2003-ban ismét megpróbálták, de sikertelenül. Helyette a villamoshálózat fejlesztése mellett hozott döntést a főváros vezetése.
A Kék vonal épületei ma is léteznek, de nem használják őket.
2021. november 18-án építési területként jelölték ki a tervezett B vonal déli, pozsonyligetfalui nyomvonalát, hogy a helyén Pozsony legújabb villamos vonala megépüljön. A munkák a növényzet irtásával és a meglévő beton alagút bontásával kezdődtek el 2021 decemberében, a forgalom 2025 júliusában indult meg rajta. Az egykori metróvonal számára fenntartott területen a 3-as járatot hosszabbították meg 3,9 kilométerrel és hat új megállóhellyel, a tervek szerint 30 000 utasnyi kapacitással számoltak.

## Vonalak
| #                               | Név                             | Megnyitva                       | Hossza                          | Állomások száma                 |
| Tervezett vonalak (2025 – 2030) | Tervezett vonalak (2025 – 2030) | Tervezett vonalak (2025 – 2030) | Tervezett vonalak (2025 – 2030) | Tervezett vonalak (2025 – 2030) |
| ------------------------------- | ------------------------------- | ------------------------------- | ------------------------------- | ------------------------------- |
| A                               | A vonal (Linka A)               | terv. 2025                      | ? km                            | 22                              |
| B                               | B vonal (Linka B)               | terv. 2030                      | ? km                            | 18                              |
| →                               | Összesen:                       | ? év                            | ? km                            | 40 (/2/)                        |